# Robert Riskin
Robert Riskin (New York, 30 marzo 1897 – Los Angeles, 20 settembre 1955) è stato uno sceneggiatore, regista e produttore cinematografico statunitense.

## Biografia
È stato il più fedele collaboratore del regista Frank Capra. A lui infatti si deve la sceneggiatura di alcuni tra i maggiori successi del regista di origine italiana: Signora per un giorno (1933), È arrivata la felicità (1936), Orizzonte perduto (1937), L'eterna illusione (1938). Candidato all'Oscar per cinque volte, ha conquistato una sola statuetta per Accadde una notte (1934), anche questo diretto da Capra.
Da regista ha firmato un unico film, Amanti di domani (1937), da una sua sceneggiatura.

## Filmografia

### Sceneggiatore
- Illicit, regia di Archie Mayo (1931)
- Many a Slip, regia di Vin Moore (1931)
- Arizona, regia di George B. Seitz (1931)
- La donna del miracolo (The Miracle Woman), regia di Frank Capra (1931)
- La donna di platino (Platinum Blonde), regia di Frank Capra (1931)
- Gli uomini nella mia vita (Men in Her Life), regia di William Beaudine (1931)
- Tre maniere d'amare (Three Wise Girls), regia di William Beaudine (1932)
- The Big Timer, regia di Eddie Buzzell (Edward Buzzell) (1932)
- Perfidia (Shopworn), regia di Nick Grinde (1932)
- La follia della metropoli (American Madness), regia di Frank Capra (1932)
- The Night Club Lady, regia di Irving Cummings (1932)
- Virtue, regia di Edward Buzzell (1932)
- Ex-Lady, regia di Robert Florey (1933)
- Ann Carver's Profession, regia di Edward Buzzell (1933)
- Signora per un giorno (Lady for a Day), regia di Frank Capra (1933)
- Accadde una notte (It Happened One Night), regia di Frank Capra (1934)
- Strettamente confidenziale (Broadway Bill), regia di Frank Capra (1934)
- Carnival, regia di Walter Lang (1935)
- Tutta la città ne parla (The Whole Town's Talking), regia di John Ford (1935)
- È arrivata la felicità (Mr. Deeds Goes to Town), regia di Frank Capra (1936)
- Amanti di domani (When You're in Love), regia di Robert Riskin (1937)
- Orizzonte perduto (Lost Horizon), regia di Frank Capra (1937)
- L'eterna illusione (You Can't Take It), regia di Frank Capra (1938)
- La dama e il cowboy (The Cowboy and the Lady), regia di H.C. Potter e Stuart Heisler (1938)
- Arriva John Doe (Meet John Doe), regia di Frank Capra (1941)
- Lelki klinika, regia di László Cserépy (1941)
- L'uomo ombra torna a casa (The Thin Man Goes Home), regia di Richard Thorpe (1945)
- Lo strano amore di Marta Ivers (The Strange Love of Martha Ivers), regia di Lewis Milestone (1946)
- La città magica (Magic Town), regia di William A. Wellman (1947)
- La gioia della vita (Riding High), regia di Frank Capra (1950)
- L'imprendibile signor 880 (Mister 880), regia di Edmund Goulding (1950)
- Mi svegliai signora (Half Angel), regia di Richard Sale (1951)
- È arrivato lo sposo (Here Comes the Groom), regia di Frank Capra (1951)
- Autostop (You Can't Run Away from It) (1956)
- Angeli con la pistola (Pocketful of Miracles), regia di Frank Capra (1961)
- The Canton Godfather, regia di Jackie Chan (1989)
- Mr. Deeds, regia di Steven Brill (2002)

### Produttore
- Armonie di gioventù
- La gloriosa avventura (The Real Glory), regia di Henry Hathaway (1939)
- Arriva John Doe (Meet John Doe), regia di Frank Capra (1941)
- La città magica (Magic Town), regia di William A. Wellman (1947)

### Regista
- Amanti di domani (When You're in Love) (1937)

### Film o documentari dove appare Riskin
- Meet the Stars#6: Stars at Play, regia di Harriet Parsons (1941)
- Carole Lombard: Hollywood's Profane Angel, regia di Ted Nelson - serie tv Biography (2001)
- Projections of America, regia di Peter Miller (2014)